# Лешек
Ле́шек (пол. Lestek, Leszek; 870-е — 930-е) — полулегендарный князь полян из династии Пястов, известный лишь из хроники Галла Анонима, согласно которой, он наследовал престол после смерти своего отца Земовита, был отцом следующего князя Земомысла и «сравнял славу своих военных деяний со славой своего отца».
Происхождение имени князя неизвестно. Обычно его возводят к слову lście (хитрость). Предполагается, что Лестек является уменьшительной формой славянского имени Lścimir (Льстимир) или Lścisław (Льстислав). В исторических источниках это имя встречается в различных латинизованных версиях, со временем доминирующей становится форма Leszek (Лешек). До недавнего времени в историографии доминировала форма Lestko (Лешко или Лестко), распространившаяся благодаря популярности работы Освальда Бальцера «Генеалогия Пястов» (1895). Между тем, современные исследователи польской ономастики считают эту форму латинизированной, настаивая на аутентичности форм Lestek (Лестек) и Leszek (Лешек).
Первоначально никто из исследователей не ставил под сомнение историчность первых Пястов. Впервые вопрос о достоверности их существования был поставлен во второй половине XIX века. В пользу историчности правителей из династии Пястов до Мешко I, существование которого не вызывает сомнения, высказывались Генрих Ловмянский, Герард Лабуда и Казимир Ясинский. В своей монографии «Родословная первых Пястов» Казимир Ясинский писал:

«Повествование Галла о Пястах периода до Мешко заслуживает доверия по ряду причин: 1) намерением летописца именно в данном фрагменте его повествования было передать сведения, которые он считал истинными, почерпнутыми из достоверной памяти. 2) сведения эти сохранились в династической традиции, которая большое значение придает началам династии 3) содержание „третьей повести“ не содержит легендарных (сказочных) элементов, при этом нельзя согласиться с обвинениями в том, что появляющиеся там имена вымышлены ибо 4) перечень имен у Галла находит своё подтверждение при сравнении его с аналогичными списками русских князей и чешских Пржемысловичей и 5) аутентичность списка Галла подтверждают результаты исследований начал польского государства, доказывающие, что не простираются они только лишь до властвования Мешко I».Оригинальный текст (пол.)Przekaz Galla o Piastach przedmieszkowych zasługuje na zaufanie aż z kilku względów: 1. intencją kronikarza właśnie w tym fragmencie jego relacji było przekazanie wiadomości, które uważał za prawdziwe, zaczerpnięte z wiernej pamięci, 2. wiadomości te przechowały się w tradycji dynastycznej przywiązującej dużą wagę do początków dynastii, 3. treść "trzeciej opowieści" nie zawiera elementów legendarnych (baśniowych), przy czym nie do przyjęcia jest zarzut zmyślenia występujących w niej imion, 4. lista imion u Galla znajduje poparcie poprzez porównanie jej z podobnymi listami książąt ruskich i czeskich Przemyślidów oraz 5. autentyczność listy Gallowej potwierdzają wyniki badań nad początkami państwa polskiego, wykazujące, że nie sięgają one dopiero panowania Mieszka I.

Годы жизни и правления князя неизвестны. Предполагается, что он должен был родиться около 870—880 годов, а княжить с 900—910 годов. Смерть Лешека обычно относят к 930—940 годам, Генрих Ловмянский приводил 950 год. Ничего не известно также и о жене (или жёнах) князя. Станислав Закржевский предположил, что женой Лешека могла быть моравская княжна. Станислав Кентржинский обратил внимание на малоизвестное сообщение бельгийского хрониста XIV века, согласно которому епископ льежский Эвракер был сыном польского князя и саксонской княжны, и предположил, что упомянутым князем мог быть только Лешек. Между тем, подобные измышления не имеют под собой серьёзных оснований и остаются на уровне домыслов. Согласно родовой легенде Собеских, дочерью Лешека была Методия — жена некого Собеслава (Собежа), внука даленского князя Собеслава.

## Связь Лешека с другими названиями
Считается, что от имени Лешек произошли названия Lestkowie (Лестки) и Lestkowice (Лестковицы), которыми во времена Мешко I иногда называли жителей государства полян. Согласно хронике Видукинда, в подчинении Мешко I было племя Licikaviki (Лицикавики). Происхождение этого названия спорно, а мнение о его связи с именем Лешека не является доминирующим. В труде «Об управлении империей» императора Константина Багрянородного под 948 годов упоминаются некие люди, называемые Litzke (Лицки).